# Élections législatives tunisiennes de 1994
 (août 2020).
Si vous disposez d'ouvrages ou d'articles de référence ou si vous connaissez des sites web de qualité traitant du thème abordé ici, merci de compléter l'article en donnant les références utiles à sa vérifiabilité et en les liant à la section « Notes et références ».
Les élections législatives tunisiennes de 1994, les neuvièmes à se tenir en Tunisie, sont organisées le 20 mars 1994. Les élections ont lieu en même temps que l'élection présidentielle. Le parti qui a obtenu le plus grand nombre de sièges est le Rassemblement constitutionnel démocratique.

## Résultat
| Partis                                           | Suffrages exprimés | Pourcentages | Nombre de sièges |
| ------------------------------------------------ | ------------------ | ------------ | ---------------- |
| Rassemblement constitutionnel démocratique (RCD) | 2 768 667          | 97,7 %       | 144              |
| Mouvement des démocrates socialistes (MDS)       | 30 660             | 1,1 %        | 10               |
| Mouvement Ettajdid                               | 11 299             | 0,4 %        | 4                |
| Union démocratique unioniste (UDU)               | 9 152              | 0,3 %        | 3                |
| Parti de l'unité populaire (PUP)                 | 8 391              | 0,3 %        | 2                |
| Parti social-libéral (PSL)                       | 1 892              | 0,1 %        | 0                |
| Rassemblement socialiste progressiste (RSP)      | 1 749              | 0,1 %        | 0                |
| Indépendants                                     | 1 091              | 0,0 %        | 0                |
| Total des votants                                | 2 841 557          | 2 841 557    | 2 841 557        |
| Total de l'électorat                             | 2 832 871          | 2 832 871    | 2 832 871        |
| Taux de participation                            | 99,7 %             | 99,7 %       | 99,7 %           |